# 鄭瓊儀
鄭瓊儀（Christine Cheng，1982年1月2日—），藝名宇宙姐姐，出生於⾺來⻄亞巴生市，居於吉隆坡。出生音樂世家，其父親是大聯機構的音樂總監鄭有揚，其姑姐是海南語歌手麥英。鄭瓊儀現職吸引力法則導師，靈氣療癒大師，宇宙學院創辦人。自辭去空中⼩姐工作後開設頻道分享自己的人生，之後成為吸引力法則導師兼靈氣⼤師，線上分享和線下開訓練班和課程，並創立了「宇宙學院」。她亦是馬來西亞教育家、美商如新執行總監階級品牌大使。

## 生平

### 家庭
鄭瓊儀的父親鄭有揚多年前是馬來西亞唱片行大聯機構的音樂總監，曾經和溫拿樂隊合作演出。後來因市場不景氣，唱片行倒閉，於是轉行做中介，並經常帶著她到機場接待歌星，她因此希望成為空中⼩姐。她少年時在某天坐上父親好友的一部寶馬豪華轎車後，便決心力賺錢建立一個富裕家庭，夢想帶一家人坐頭等艙去旅行。 宇宙姐姐現育有兩個兒子，其丈夫是一個活動籌辦者，也是一個音樂人，主要是在婚禮上安排音樂和做司儀。

### 事業
她在大學修讀相關的酒店管理學科，畢業後到阿聯酋航空公司面試，以一千多人中的11人入圍成為空中⼩姐。2008年她從機長得到一本講由朗达·拜恩所著的《秘密》，而開始認識吸引力法則。繼而，因組建家庭有了孩子的緣故，再加上一直以來對吸引力法則的濃厚興趣，從而辭去8年空姐的工作，選擇回馬來西亞做Nuskin直銷，之後再開設了自己的頻道分享自己的人生。後來認識了'喜⾺拉雅靈性⼤師，向他從師後成為了吸引力法則導師兼靈氣⼤師，線上分享和線下開訓練班和課程, 並創立了「宇宙學院」。

## 名⼈合作案例
| 合作名人             | 合作內容                                                           |
| -------------------- | ------------------------------------------------------------------ |
| Master Sri Akarshana | YouTube頻道「喜馬拉雅的宇宙秘密」 （页面存档备份，存于） (已關閉） |
| Venus Chi            | 特别嘉宾：香港知名女艺人：Venus Chi 支嚳儀」]                      |
| Shirley 陳欣姸       | 吸引力法则 \| 宇宙姐姐 \| Shirley Chan陳欣妍」]                    |